# Lehrberg
Lehrberg är en köping (Markt) i Landkreis Ansbach i Regierungsbezirk Mittelfranken i förbundslandet Bayern i Tyskland.